# Lex Albrecht
Lex Albrecht (Barrie (Ontario), 6 april 1987) is een Canadees voormalig wielrenster. Ze reed bij ploegen als TWENTY16-Ridebiker, Optum p/b Kelly Benefit Strategies, BePink en vanaf 2017 bij Team Tibco.

## Palmares
2011
 Canadees kampioenschap wielrennen op de weg, elite
2013
 Canadees kampioenschap wielrennen op de weg, elite
2014
 Philadelphia Cycling Classic
2017
2e etappe Ronde van de Gila
2e etappe Thüringen Rundfahrt
Albrecht · Bruderer · Buss · Drexel · Fischer · Hammes · Myers · Park · Ryan · Stephens · Tetrick · Walle
Albrecht · Bruderer · Buss · Chapman · Cobb · Drexel · Grant · Jackson · Malseed · Newsom · Ryan · Scandolara · Tetrick · Williams
Albrecht · Bruderer · Chapman · Cobb · Dixon · Drexel · Guarnier · Jackson · Kessler · Lucas · Malseed · Marcolini · Newsom · Ryan · Slik · Stephens